# Supercoppa Serie C
La Supercoppa Serie C è un trofeo calcistico italiano organizzato dal 2000 dalla Lega Italiana Calcio Professionistico. Viene assegnato annualmente, al termine dei campionati, tra le squadre vincenti nei gironi della Serie C.

## Storia

### Antichi predecessori
Un torneo per le promosse in cadetteria venne organizzato già nel primo campionato italiano di terza serie strutturato a livello interregionale, la Seconda Divisione 1926-1927 dell'allora nuovo Direttorio Divisioni Inferiori Nord. Ad aggiudicarsi la coppa, fregiandosi del diritto di sfoggiare un nastro tricolore sul braccio dei giocatori per tutta l'annata successiva, fu il Monza che batté in finale la Ponziana. L’anno successivo si organizzò addirittura un girone all'italiana che fu vinto dall'Edera Trieste. A questo punto intervenne la riforma dei campionati, la Seconda Divisione sprofondò privata di ogni valenza nazionale mentre a designare le promosse nella Serie B a girone unico fu la Prima Divisione del Direttorio Divisioni Superiori: tra di esse si impose lo Spezia sul Parma, mentre nella Prima Divisione 1929-1930 fu l'Udinese a battere in finale il Palermo. Le squadre italiane si mostrarono tuttavia poco interessate a premi onorifici di tal guisa che non cambiavano i sostanziali verdetti della stagione, e l'idea di un trofeo nazionale di terza serie fu a quel punto abbandonata per settant’anni.

### La Supercoppa di C
Alla sua istituzione, nel 2000, il trofeo era noto come Supercoppa di Lega di Serie C, mantenendo tale denominazione sino all'edizione del 2005. Dall'anno successivo al 2008, il nome passò inizialmente a Supercoppa di Lega di Serie C1 mentre, con la successiva riforma dei campionati della Lega Italiana Calcio Professionistico – che aveva portato alla trasformazione della Serie C1 in Prima Divisione –, dal 2009 al 2014 la competizione ha assunto il titolo di Supercoppa di Lega di Prima Divisione.
Dalla nascita all'edizione 2014, la formula della Supercoppa ha visto di fronte le formazioni prime classificate nei due gironi della terza serie calcistica nazionale, le quali si giocavano il successo in una finale a due, con gare di andata e ritorno. Dalla stagione 2014-2015, con la riforma che ha visto l'unificazione tra Prima e Seconda Divisione nella serie unica Lega Pro, la manifestazione di fatto ingloba la gemella Supercoppa di Lega di Seconda Divisione (istituita nel 2006), prendendo il nuovo nome di Supercoppa di Lega Pro; contestualmente, la formula della competizione muta in un triangolare tra le prime classificate nei tre gironi del campionato. Dalla stagione 2017-2018, in occasione del cambio della denominazione del terzo livello del campionato italiano di calcio da Lega Pro a Serie C, la competizione assume il nuovo nome Supercoppa Serie C.
A causa della pandemia di COVID-19 l'edizione del 2020 è stata cancellata e quindi non assegnata. Il torneo è tornato nell'edizione del 2021.

## Formula
La nuova formula per il triangolare prevede le seguenti regole:
- 1ª giornata: la squadra che riposa nella prima giornata viene decisa da un sorteggio, e dallo stesso viene sorteggiata la prima squadra destinata a giocare in trasferta.
- 2ª giornata: alla seconda giornata, la squadra che riposa è quella che vince la prima gara o, in caso di pareggio, quella che ha giocato la prima gara in trasferta.
- 3ª giornata: si affrontano le due squadre non incontratesi nelle due giornate precedenti.

La squadra che si piazza al primo posto viene designata vincitrice del trofeo. In caso di arrivo a pari punti, valgono le seguenti regole:
1. differenza reti nelle gare del girone di Supercoppa;
2. maggior numero di reti segnate nelle gare del girone di Supercoppa;
3. maggior numero di reti segnate nella gara esterna del girone di Supercoppa;
4. sorteggio.

Quando la supercoppa prevedeva solamente due squadre partecipanti, esse si affrontavano con la formula di una gara di andata e una di ritorno, e l'edizione veniva assegnata a quella che complessivamente aveva segnato più gol. In caso di parità di reti, la vittoria del trofeo veniva conferita alla squadra che aveva totalizzato il maggior numero di gol in trasferta. Nel caso in cui anche i gol segnati in trasferta dalle compagini fossero i medesimi, si procedeva con i calci di rigore.

## Albo d'oro
L'albo d'oro della Supercoppa Serie C.
| Edizione   | Vincitore                    | Vincitore                  | Finalisti                   | Dettagli incontri | Dettagli incontri          | Dettagli incontri        | Dettagli incontri |
| Edizione   | Ritratto                     | Squadra                    | Finalisti                   | Luogo             | Data                       | Incontro                 | Risultato         |
| ---------- | ---------------------------- | -------------------------- | --------------------------- | ----------------- | -------------------------- | ------------------------ | ----------------- |
| 2000 (1ª)  |                              | Siena (1º titolo)          | Crotone                     | Crotone           | 21 maggio 2000             | Crotone-Siena            | 1-1               |
| 2000 (1ª)  | Siena                        | Siena (1º titolo)          | Crotone                     | 25 maggio 2000    | Siena-Crotone              | 1-0                      |                   |
| 2001 (2ª)  |                              | Modena (1º titolo)         | Palermo                     | Palermo           | 20 maggio 2001             | Palermo-Modena           | 0-2 (a tav.)      |
| 2001 (2ª)  | Modena                       | Modena (1º titolo)         | Palermo                     | 24 maggio 2001    | Modena-Palermo             | 3-0                      |                   |
| 2002 (3ª)  |                              | Ascoli (1º titolo)         | Livorno                     | Ascoli Piceno     | 12 maggio 2002             | Ascoli-Livorno           | 1-0               |
| 2002 (3ª)  | Livorno                      | Ascoli (1º titolo)         | Livorno                     | 16 maggio 2002    | Livorno-Ascoli             | 2-1                      |                   |
| 2003 (4ª)  |                              | Treviso (1º titolo)        | Avellino                    | Treviso           | 18 maggio 2003             | Treviso-Avellino         | 0-2               |
| 2003 (4ª)  | Avellino                     | Treviso (1º titolo)        | Avellino                    | 22 maggio 2003    | Avellino-Treviso           | 0-2 (8-9 dtr)            |                   |
| 2004 (5ª)  |                              | Arezzo (1º titolo)         | Catanzaro                   | Arezzo            | 23 maggio 2004             | Arezzo-Catanzaro         | 3-0               |
| 2004 (5ª)  | Catanzaro                    | Arezzo (1º titolo)         | Catanzaro                   | 27 maggio 2004    | Catanzaro-Arezzo           | 1-0                      |                   |
| 2005 (6ª)  |                              | Rimini (1º titolo)         | Cremonese                   | Rimini            | 22 maggio 2005             | Rimini-Cremonese         | 5-2               |
| 2005 (6ª)  | Cremona                      | Rimini (1º titolo)         | Cremonese                   | 26 maggio 2005    | Cremonese-Rimini           | 2-4                      |                   |
| 2006 (7ª)  |                              | Spezia (1º titolo)         | Napoli                      | La Spezia         | 14 maggio 2006             | Spezia-Napoli            | 0-0               |
| 2006 (7ª)  | Napoli                       | Spezia (1º titolo)         | Napoli                      | 18 maggio 2006    | Napoli-Spezia              | 1-1                      |                   |
| 2007 (8ª)  |                              | Grosseto (1º titolo)       | Ravenna                     | Ravenna           | 20 maggio 2007             | Ravenna-Grosseto         | 1-1               |
| 2007 (8ª)  | Grosseto                     | Grosseto (1º titolo)       | Ravenna                     | 24 maggio 2007    | Grosseto-Ravenna           | 1-0                      |                   |
| 2008 (9ª)  |                              | Sassuolo (1º titolo)       | Salernitana                 | Sassuolo (MO)     | 11 maggio 2008             | Sassuolo-Salernitana     | 0-1               |
| 2008 (9ª)  | Salerno                      | Sassuolo (1º titolo)       | Salernitana                 | 15 maggio 2008    | Salernitana-Sassuolo       | 0-1 (4-5 dtr)            |                   |
| 2009 (10ª) |                              | Gallipoli (1º titolo)      | Cesena                      | Gallipoli (LE)    | 24 maggio 2009             | Gallipoli-Cesena         | 0-0               |
| 2009 (10ª) | Cesena                       | Gallipoli (1º titolo)      | Cesena                      | 30 maggio 2009    | Cesena-Gallipoli           | 1-2                      |                   |
| 2010 (11ª) |                              | Novara (1º titolo)         | Portogruaro                 | Portogruaro (VE)  | 19 maggio 2010             | Portogruaro-Novara       | 1-3               |
| 2010 (11ª) | Novara                       | Novara (1º titolo)         | Portogruaro                 | 23 maggio 2010    | Novara-Portogruaro         | 2-3                      |                   |
| 2011 (12ª) |                              | Nocerina (1º titolo)       | Gubbio                      | Gubbio (PG)       | 21 maggio 2011             | Gubbio-Nocerina          | 1-1               |
| 2011 (12ª) | Nocera Inferiore (SA)        | Nocerina (1º titolo)       | Gubbio                      | 26 maggio 2011    | Nocerina-Gubbio            | 1-0                      |                   |
| 2012 (13ª) |                              | Spezia (2º titolo)         | Ternana                     | Terni             | 13 maggio 2012             | Ternana-Spezia           | 0-0               |
| 2012 (13ª) | La Spezia                    | Spezia (2º titolo)         | Ternana                     | 17 maggio 2012    | Spezia-Ternana             | 2-1                      |                   |
| 2013 (14ª) |                              | Avellino (1º titolo)       | Trapani                     | Avellino          | 19 maggio 2013             | Avellino-Trapani         | 1-1               |
| 2013 (14ª) | Trapani                      | Avellino (1º titolo)       | Trapani                     | 23 maggio 2013    | Trapani-Avellino           | 2-2                      |                   |
| 2014 (15ª) |                              | Perugia (1º titolo)        | Virtus Entella              | Chiavari (GE)     | 11 maggio 2014             | Virtus Entella-Perugia   | 1-1               |
| 2014 (15ª) | Perugia                      | Perugia (1º titolo)        | Virtus Entella              | 15 maggio 2014    | Perugia-Virtus Entella     | 3-1                      |                   |
| 2015 (16ª) |                              | Novara (2º titolo)         | Salernitana, Teramo         | Novara            | 16 maggio 2015             | Novara-Salernitana       | 3-2               |
| 2015 (16ª) | Salerno                      | Novara (2º titolo)         | Salernitana, Teramo         | 21 maggio 2015    | Salernitana-Teramo         | 3-1                      |                   |
| 2015 (16ª) | Teramo                       | Novara (2º titolo)         | Salernitana, Teramo         | 24 maggio 2015    | Teramo-Novara              | 1-1                      |                   |
| 2016 (17ª) |                              | SPAL (1º titolo)           | Cittadella, Benevento       | Ferrara           | 15 maggio 2016             | SPAL-Benevento           | 4-1               |
| 2016 (17ª) | Benevento                    | SPAL (1º titolo)           | Cittadella, Benevento       | 18 maggio 2016    | Benevento-Cittadella       | 2-4                      |                   |
| 2016 (17ª) | Cittadella (PD)              | SPAL (1º titolo)           | Cittadella, Benevento       | 22 maggio 2016    | Cittadella-SPAL            | 1-3                      |                   |
| 2017 (18ª) |                              | Foggia (1º titolo)         | Venezia, Cremonese          | Cremona           | 13 maggio 2017             | Cremonese-Foggia         | 1-2               |
| 2017 (18ª) | Foggia                       | Foggia (1º titolo)         | Venezia, Cremonese          | 20 maggio 2017    | Foggia-Venezia             | 3-1                      |                   |
| 2017 (18ª) | Venezia                      | Foggia (1º titolo)         | Venezia, Cremonese          | 27 maggio 2017    | Venezia-Cremonese          | 2-4                      |                   |
| 2018 (19ª) |                              | Padova (1º titolo)         | Livorno, Lecce              | Padova            | 12 maggio 2018             | Padova-Livorno           | 5-1               |
| 2018 (19ª) | Livorno                      | Padova (1º titolo)         | Livorno, Lecce              | 19 maggio 2018    | Livorno-Lecce              | 3-1                      |                   |
| 2018 (19ª) | Lecce                        | Padova (1º titolo)         | Livorno, Lecce              | 26 maggio 2018    | Lecce-Padova               | 0-1                      |                   |
| 2019 (20ª) |                              | Pordenone (1º titolo)      | Virtus Entella, Juve Stabia | Chiavari (GE)     | 11 maggio 2019             | Virtus Entella-Pordenone | 0-0               |
| 2019 (20ª) | Castellammare di Stabia (NA) | Pordenone (1º titolo)      | Virtus Entella, Juve Stabia | 18 maggio 2019    | Juve Stabia-Virtus Entella | 2-2                      |                   |
| 2019 (20ª) | Pordenone                    | Pordenone (1º titolo)      | Virtus Entella, Juve Stabia | 25 maggio 2019    | Pordenone-Juve Stabia      | 3-0                      |                   |
| 2020       | Non disputata.               | Non disputata.             | Non disputata.              | Non disputata.    | Non disputata.             | Non disputata.           | Non disputata.    |
| 2021 (21ª) |                              | Ternana (1º titolo)        | Perugia, Como               | Perugia           | 8 maggio 2021              | Perugia-Como             | 2-1               |
| 2021 (21ª) | Como                         | Ternana (1º titolo)        | Perugia, Como               | 15 maggio 2021    | Como-Ternana               | 0-3                      |                   |
| 2021 (21ª) | Terni                        | Ternana (1º titolo)        | Perugia, Como               | 22 maggio 2021    | Ternana-Perugia            | 1-0                      |                   |
| 2022 (22ª) |                              | Modena (2º titolo)         | Südtirol, Bari              | Bari              | 29 aprile 2022             | Bari-Südtirol            | 1-2               |
| 2022 (22ª) | Modena                       | Modena (2º titolo)         | Südtirol, Bari              | 6 maggio 2022     | Modena-Bari                | 3-3                      |                   |
| 2022 (22ª) | Bolzano                      | Modena (2º titolo)         | Südtirol, Bari              | 13 maggio 2022    | Südtirol-Modena            | 0-2                      |                   |
| 2023 (23ª) |                              | Catanzaro (1º titolo)      | Feralpisalò, Reggiana       | Catanzaro         | 30 aprile 2023             | Catanzaro-Feralpisalò    | 2-1               |
| 2023 (23ª) | Salò (BS)                    | Catanzaro (1º titolo)      | Feralpisalò, Reggiana       | 7 maggio 2023     | Feralpisalò-Reggiana       | 3-1                      |                   |
| 2023 (23ª) | Reggio Emilia                | Catanzaro (1º titolo)      | Feralpisalò, Reggiana       | 14 maggio 2023    | Reggiana-Catanzaro         | 2-2                      |                   |
| 2024 (24ª) |                              | Cesena (1º titolo)         | Mantova, Juve Stabia        | Mantova           | 5 maggio 2024              | Mantova-Cesena           | 1-2               |
| 2024 (24ª) | Castellammare di Stabia (NA) | Cesena (1º titolo)         | Mantova, Juve Stabia        | 11 maggio 2024    | Juve Stabia-Mantova        | 1-4                      |                   |
| 2024 (24ª) | Cesena                       | Cesena (1º titolo)         | Mantova, Juve Stabia        | 19 maggio 2024    | Cesena-Juve Stabia         | 2-2                      |                   |
| 2025 (25ª) |                              | Virtus Entella (1º titolo) | Padova, Avellino            | Avellino          | 3 maggio 2025              | Avellino-Padova          | 0-1               |
| 2025 (25ª) | Chiavari (GE)                | Virtus Entella (1º titolo) | Padova, Avellino            | 10 maggio 2025    | Virtus Entella-Avellino    | 1-1                      |                   |
| 2025 (25ª) | Padova                       | Virtus Entella (1º titolo) | Padova, Avellino            | 17 maggio 2025    | Padova-Virtus Entella      | 0-1                      |                   |

## Statistiche
Statistiche aggiornate all'edizione 2024-2025.

### Titoli per squadra
| Squadra        | Vittorie | Secondi posti | Terzi posti | Finali disputate | Anni vittorie |
| -------------- | -------- | ------------- | ----------- | ---------------- | ------------- |
| Spezia         | 2        | -             | -           | 2                | 2006, 2012    |
| Novara         | 2        | -             | -           | 2                | 2010, 2015    |
| Modena         | 2        | -             | -           | 2                | 2001, 2022    |
| Virtus Entella | 1        | 2             | -           | 3                | 2025          |
| Avellino       | 1        | 1             | 1           | 3                | 2013          |
| Ternana        | 1        | 1             | -           | 2                | 2021          |
| Perugia        | 1        | 1             | -           | 2                | 2014          |
| Catanzaro      | 1        | 1             | -           | 2                | 2023          |
| Cesena         | 1        | 1             | -           | 2                | 2024          |
| Padova         | 1        | 1             | -           | 2                | 2018          |
| Siena          | 1        | -             | -           | 1                | 2000          |
| Ascoli         | 1        | -             | -           | 1                | 2002          |
| Treviso        | 1        | -             | -           | 1                | 2003          |
| Arezzo         | 1        | -             | -           | 1                | 2004          |
| Rimini         | 1        | -             | -           | 1                | 2005          |
| Grosseto       | 1        | -             | -           | 1                | 2007          |
| Sassuolo       | 1        | -             | -           | 1                | 2008          |
| Gallipoli      | 1        | -             | -           | 1                | 2009          |
| Nocerina       | 1        | -             | -           | 1                | 2011          |
| SPAL           | 1        | -             | -           | 1                | 2016          |
| Foggia         | 1        | -             | -           | 1                | 2017          |
| Pordenone      | 1        | -             | -           | 1                | 2019          |
| Salernitana    | -        | 2             | -           | 2                | -             |
| Livorno        | -        | 2             | -           | 2                | -             |
| Cremonese      | -        | 1             | 1           | 2                | -             |
| Juve Stabia    | -        | -             | 2           | 2                | -             |
| Crotone        | -        | 1             | -           | 1                | -             |
| Palermo        | -        | 1             | -           | 1                | -             |
| Napoli         | -        | 1             | -           | 1                | -             |
| Ravenna        | -        | 1             | -           | 1                | -             |
| Portogruaro    | -        | 1             | -           | 1                | -             |
| Feralpisalò    | -        | 1             | -           | 1                | -             |
| Gubbio         | -        | 1             | -           | 1                | -             |
| Trapani        | -        | 1             | -           | 1                | -             |
| Cittadella     | -        | 1             | -           | 1                | -             |
| Venezia        | -        | 1             | -           | 1                | -             |
| Südtirol       | -        | 1             | -           | 1                | -             |
| Mantova        | -        | 1             | -           | 1                | -             |
| Teramo         | -        | -             | 1           | 1                | -             |
| Benevento      | -        | -             | 1           | 1                | -             |
| Lecce          | -        | -             | 1           | 1                | -             |
| Como           | -        | -             | 1           | 1                | -             |
| Bari           | -        | -             | 1           | 1                | -             |
| Reggiana       | -        | -             | 1           | 1                | -             |

### Titoli per regione
| Regione               | Vittorie | Squadre vincenti                               |
| --------------------- | -------- | ---------------------------------------------- |
| Emilia-Romagna        | 6        | Modena (2), Rimini, Sassuolo, SPAL, Cesena (1) |
| Liguria               | 3        | Spezia (2), Virtus Entella (1)                 |
| Toscana               | 3        | Siena, Arezzo, Grosseto (1)                    |
| Campania              | 2        | Nocerina, Avellino (1)                         |
| Piemonte              | 2        | Novara (2)                                     |
| Puglia                | 2        | Gallipoli, Foggia (1)                          |
| Veneto                | 2        | Treviso, Padova (1)                            |
| Umbria                | 2        | Perugia, Ternana (1)                           |
| Calabria              | 1        | Catanzaro (1)                                  |
| Friuli-Venezia Giulia | 1        | Pordenone (1)                                  |
| Marche                | 1        | Ascoli (1)                                     |

### Classifica marcatori
| Gol | Rigori |  | Giocatore           | Squadra                      |
| --- | ------ |  | ------------------- | ---------------------------- |
| 5   | 3      |  | Fabio Mazzeo        | Benevento 2016, Foggia 2017  |
| 4   |        |  | Nicholas Bonfanti   | Modena 2022                  |
| 3   |        |  | Cristian Altinier   | Novara 2010                  |
| 3   | 2      |  | Felice Evacuo       | Spezia 2012, Novara 2015     |
| 3   |        |  | Zlatan Muslimović   | Rimini 2005                  |
| 3   | 1      |  | Matteo Serafini     | Arezzo 2004                  |
| 3   | 2      |  | Daniele Vantaggiato | Livorno 2018, Ternana 2021   |
| 2   |        |  | Luca Belingheri     | Padova 2018                  |
| 2   |        |  | Mario Bonfiglio     | Ascoli 2002                  |
| 2   |        |  | Daniele Buzzegoli   | Gallipoli 2009, Novara 2015  |
| 2   |        |  | Alessandro Capello  | Padova 2018                  |
| 2   | 1      |  | Luigi Castaldo      | Nocerina 2011, Avellino 2013 |
| 2   |        |  | Nicola Citro        | Bari 2022                    |
| 2   | 1      |  | Vincenzo Chianese   | Treviso 2003, Ravenna 2007   |
| 2   |        |  | Luca D'Angelo       | Rimini 2005                  |
| 2   |        |  | Francesco Deli      | Foggia 2017                  |
| 2   |        |  | Emilio Docente      | Rimini 2005, Ternana 2012    |
| 2   |        |  | Mattia Finotto      | SPAL 2016                    |
| 2   |        |  | Denilson Gabionetta | Salernitana 2015             |
| 2   |        |  | Alexandre Geijo     | Venezia 2017                 |
| 2   |        |  | Pietro Iemmello     | Catanzaro 2023               |
| 2   |        |  | Lamin Jallow        | Cittadella 2016              |
| 2   |        |  | Giacomo Lorenzini   | Crotone 2000, Treviso 2003   |
| 2   |        |  | Adrián Ricchiuti    | Rimini 2005                  |
| 2   |        |  | Aniello Salzano     | Ternana 2021                 |

### Record
Il Novara, lo Spezia e il Modena sono le uniche squadre ad aver vinto due edizioni del torneo, in particolare gli spezzini sono i soli ad aver conseguito, nel 2012, il treble composto da campionato, coppa e supercoppa di categoria. L’Avellino e la Virtus Entella sono, invece, le uniche società ad aver partecipato per tre volte alla manifestazione.
Il Perugia è l'unica squadra ad aver vinto sia la Supercoppa di Prima Divisione, sia quella di Seconda Divisione; anche il Gallipoli, la Salernitana e il Treviso hanno preso parte alle due competizioni, senza tuttavia conquistarle entrambe.  
Il Napoli è l'unico club ad aver disputato sia la Supercoppa di Prima Divisione, sia la Supercoppa italiana.